# Модленцин
Модленцин (пол. Modlęcin) — село в Польщі, у гміні Стшеґом Свідницького повіту Нижньосілезького воєводства.
Населення — 300 осіб (2011).
У 1975-1998 роках село належало до Валбжиського воєводства.

## Демографія
Демографічна структура станом на 31 березня 2011 року:
|          | Загалом | Допрацездатний вік | Працездатний вік | Постпрацездатний вік |
| -------- | ------- | ------------------ | ---------------- | -------------------- |
| Чоловіки | 159     | 37                 | 109              | 13                   |
| Жінки    | 141     | 25                 | 91               | 25                   |
| Разом    | 300     | 62                 | 200              | 38                   |